# Horst (groeivorm)

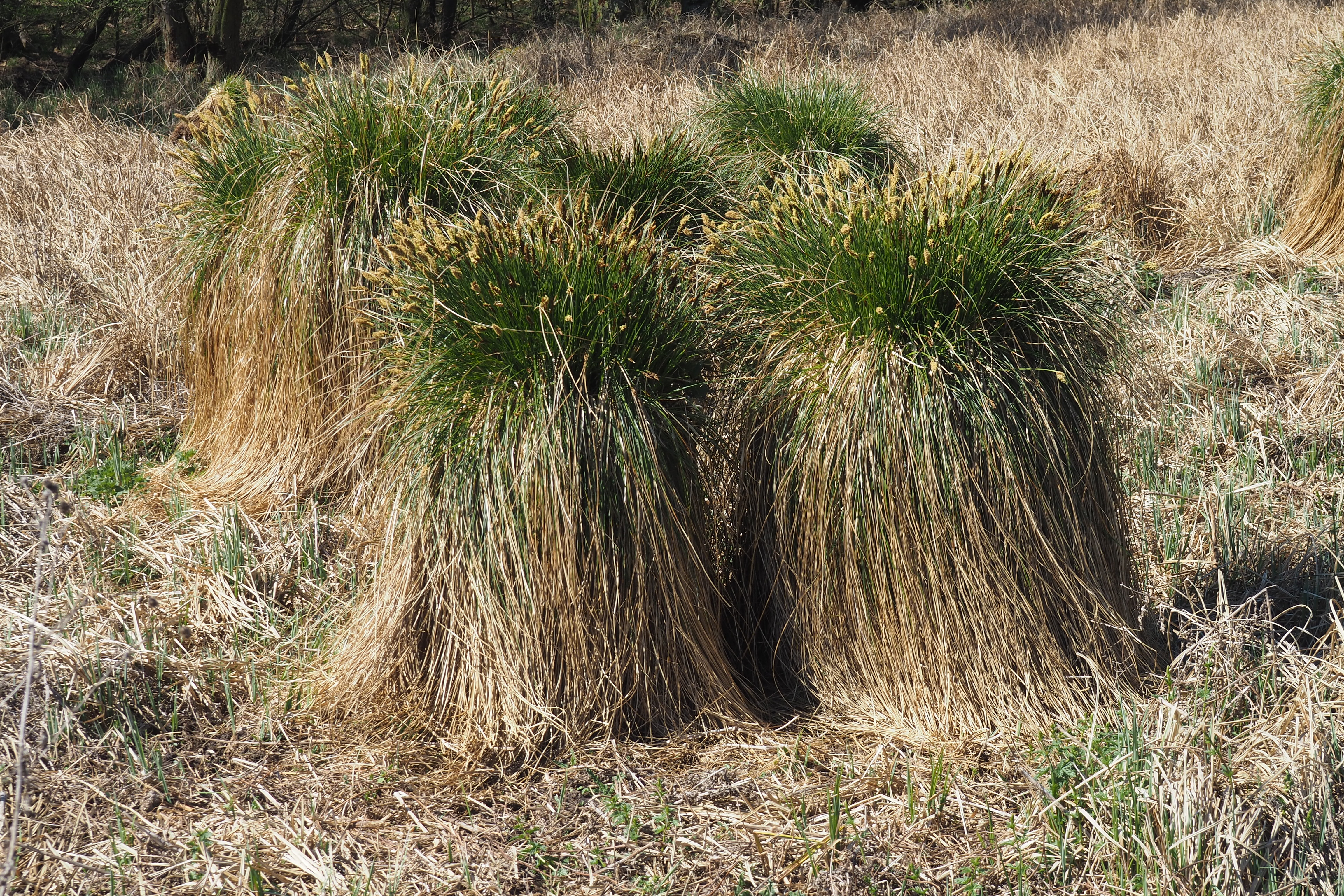
Hoge horsten van pluimzegge.

Met een horst bedoelt men in de beschrijvende botanie een groeivorm die wordt onderscheiden voor stugge, zeer dicht geklusterde, polvormende, vaste kruidachtige planten met zeer langwerpige bladeren die na verloop van tijd in zekere mate vervlochten raken. Wanneer de bladeren afsterven verteren zij langzaam en blijven voor een groot deel nog lange tijd aan de plant vastzitten. Hierdoor gaat de plant na verloop van tijd op haar eigen accumulatiepakket van vervlochten 'strooisel' groeien; de plant komt hierdoor steeds hoger boven het maaiveld te liggen. Ook strooisel, of zelfs mineraal materiaal, van elders kan in de pol worden ingevangen, wat eveneens bijdraagt aan het steviger en hoger worden van de gevormde horst. De meeste plantensoorten die horsten vormen zijn grasachtigen.

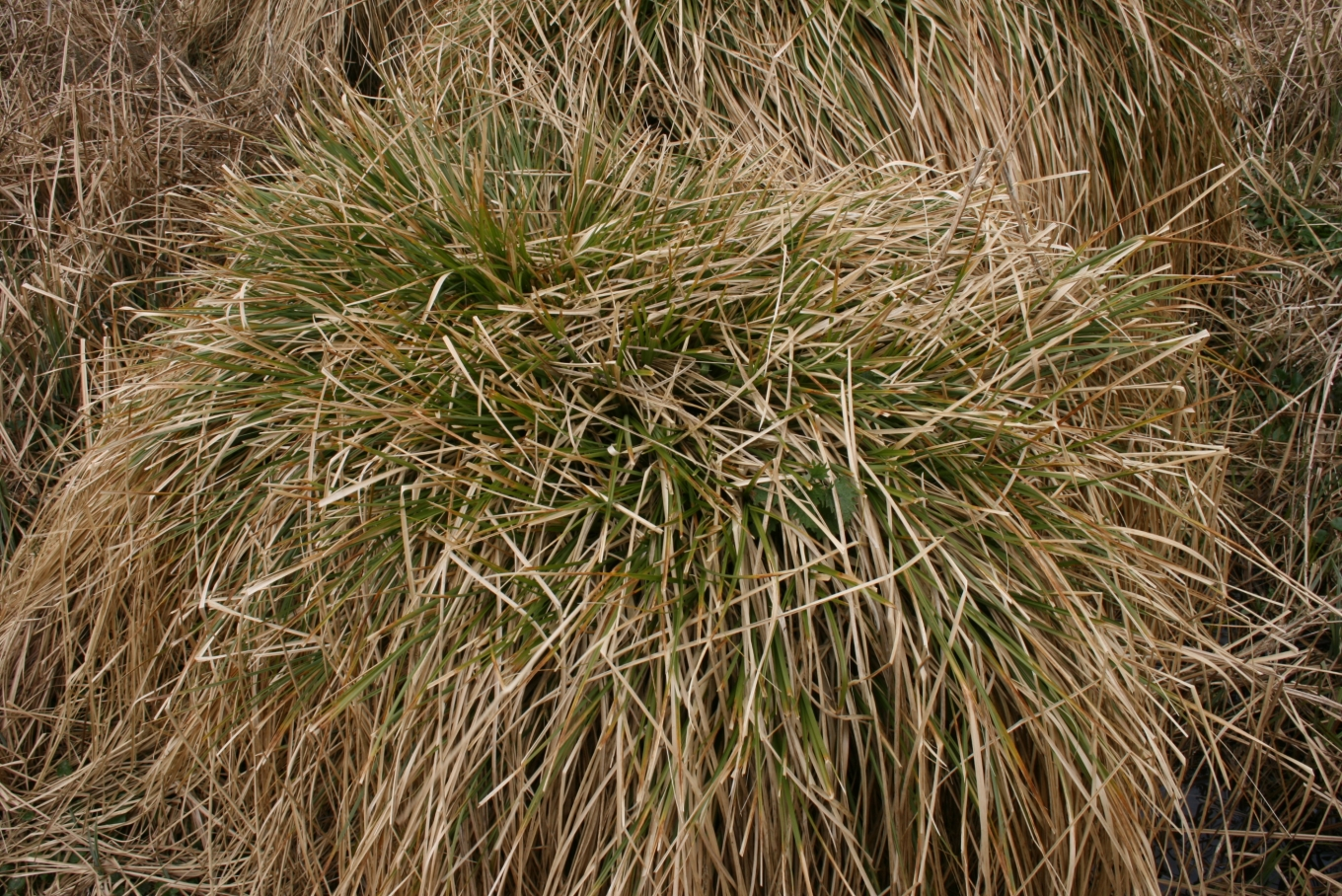
Close-up van een horst van stijve zegge.

## Microhabitat

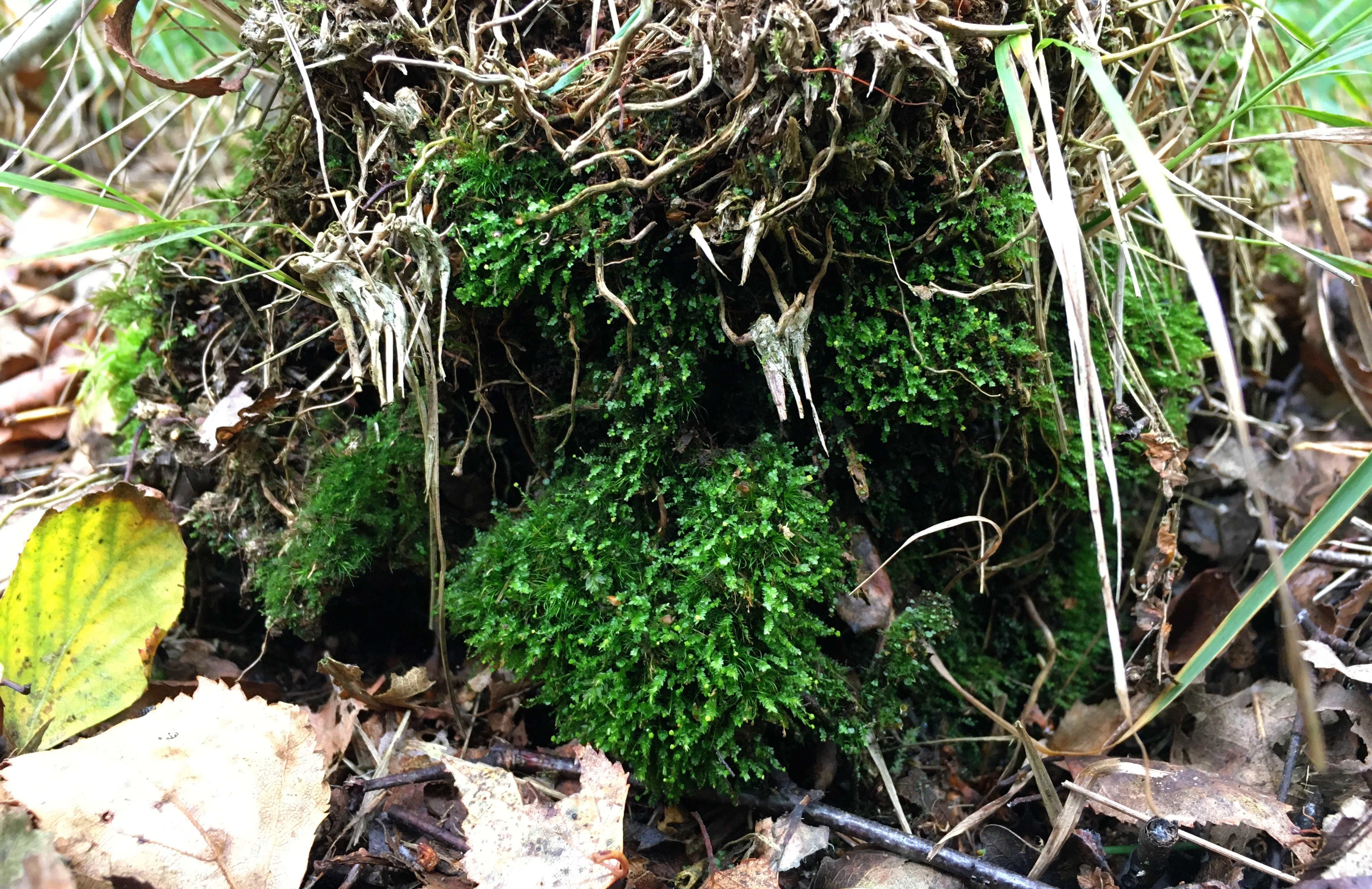
Microgemeenschap van de viertandmos-associatie op de onderflank van een horst.

Horsten bieden tal van mossen en korstmossen belangrijke microhabitats. Zo zijn er in hoogveengebieden tal van zeldzame levermossen die zijn aangewezen op de onderranden van horsten van pijpenstrootje. Ook bepaalde bryolichenologische microgemeenschappen zoals de viertandmos-associatie zijn in bepaalde vegetatietypen voor een aanzienlijk deel aangewezen op de voet van horsten.
Ook voor tal van kleine dieren vormen horsten belangrijke plekken om te overwinteren of in te verschuilen. Ook voor de nestbouw zijn sommige soorten in hoge mate aangewezen op horsten. Zo zijn vormen de horsten van pijpenstrootje de belangrijkste plekken voor bossteekmier en moerassteekmier om hun nest in te bouwen. Van deze mierennesten is het bedreigde gentiaanblauwtje afhankelijk, dat in deze mierennesten opgroeit.

## Fotogalerij

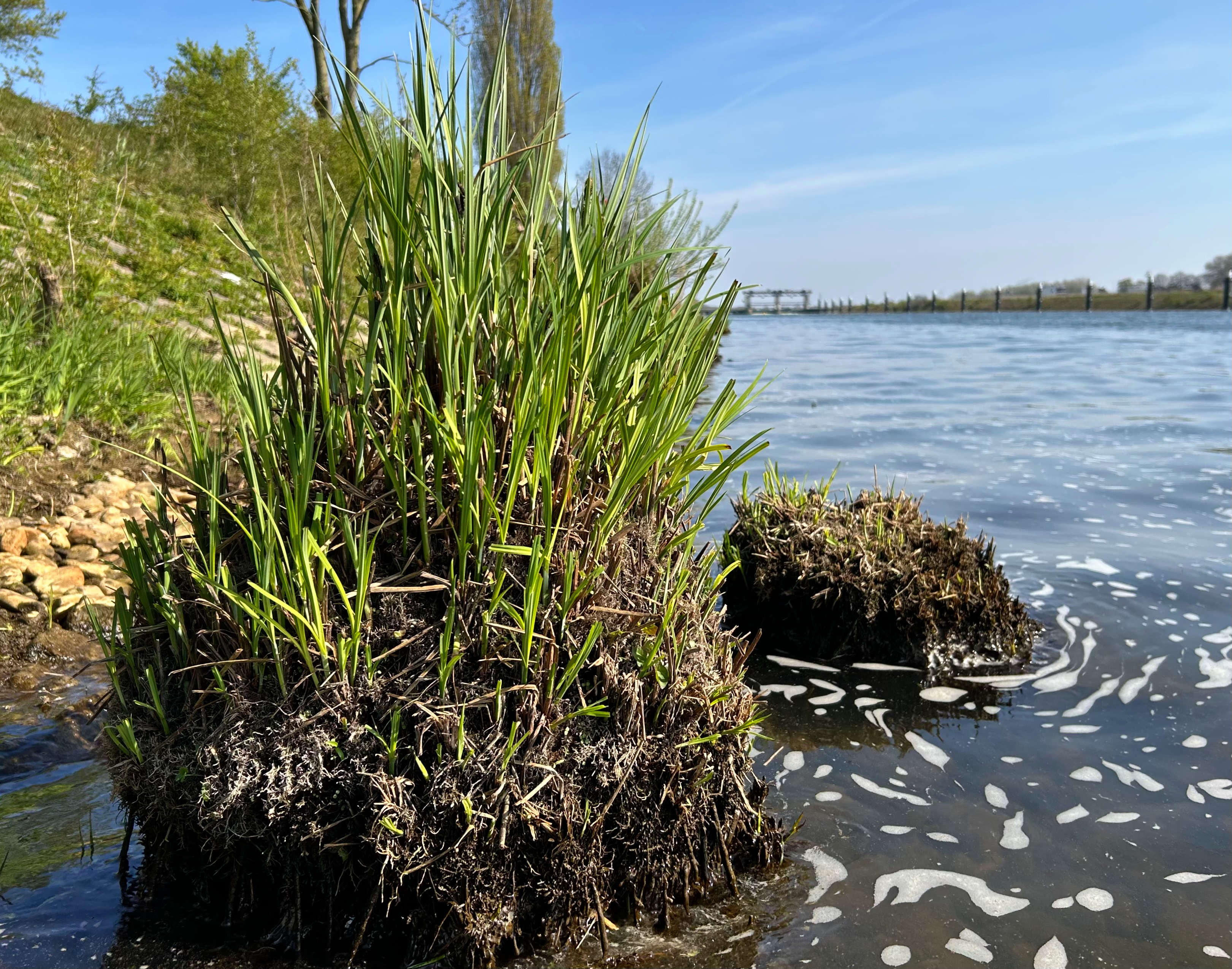
Horsten van scherpe zegge in de Maas.
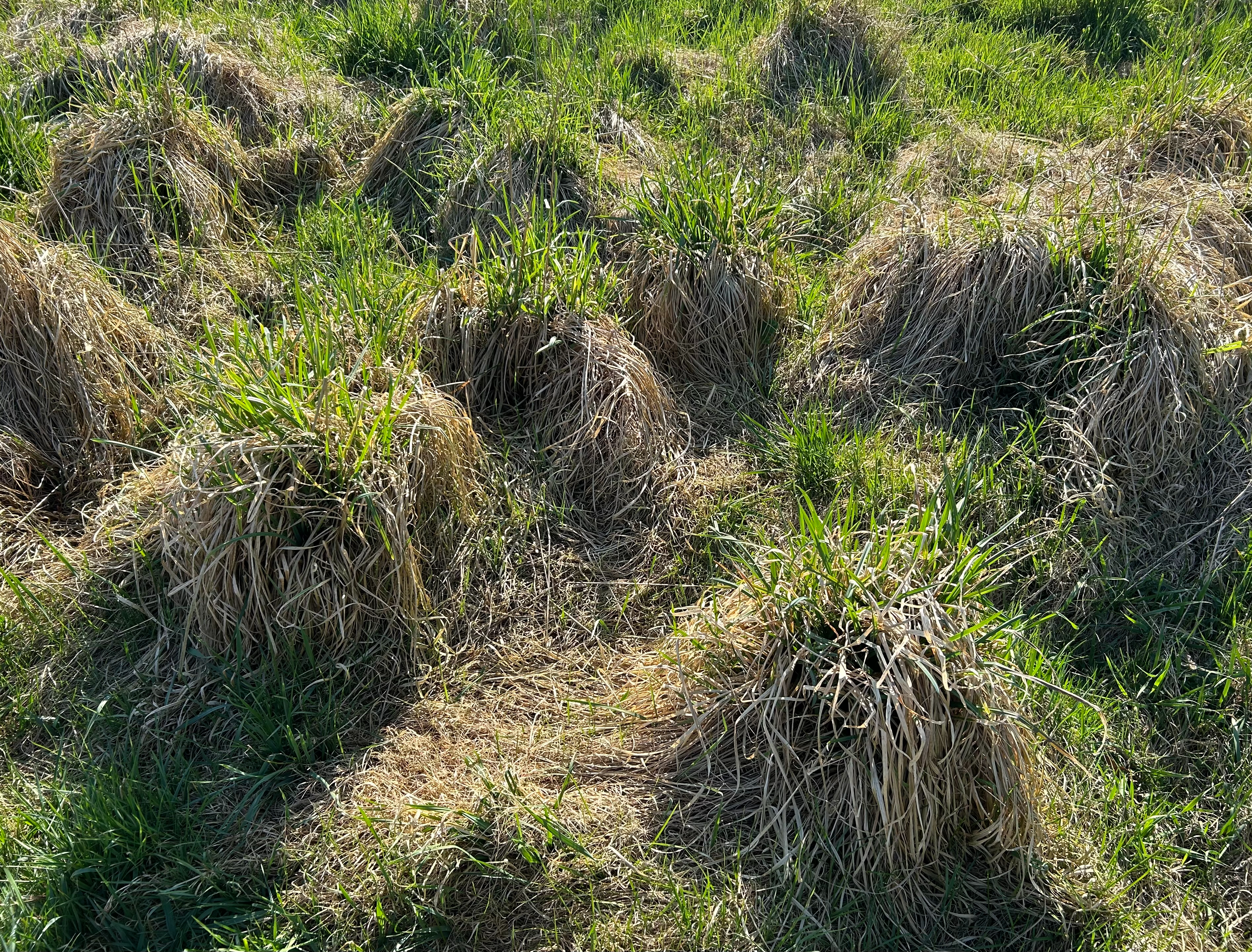
Relatief zachte horsten bij oude exemplaren van kropaar.